# S5 0014+81
S5 0014+81 es un blazar, localizado en una región de la constelación de Cefeo.

## Características
Este objeto es un cuásar y agujero negro, y el más activo de la clase de las galaxias activas, producida por la rápida acreción de un agujero negro supermasivo, que cambia su energía gravitacional a energía luminosa, visible en pocas distancias cósmicas, este cuásar (o blazar) es el cuásar más activo y luminoso conocido, con una potencia de aproximadamente 1041 vatios, que en una magnitud aparente sería de 16.5. Si el cuásar estuviera a 280 años luz brillaria tanto como el Sol, y su luminosidad sería de 300 billones ({\displaystyle 3\cdot 10^{14}}) de veces la del Sol, y aproximadamente 25 mil veces la de las 100 o 400 mil millones de estrellas de la Vía Láctea.

## Agujero negro supermasivo
La galaxia anfitriona de S5 0014+81 es un blazar de clase FSQR y una galaxia elíptica enorme que contiene el agujero negro supermasivo, que es muy probable que sea responsable de la actividad intensa del blazar.
Como otros cuásares, S5 0014+81 tiene un agujero negro supermasivo en su centro, vigilando las acciones de las galaxias exteriores a él.
En 2009, un equipo astronómico usó el observatorio espacial Swift para medir la luminosidad del blázar y la masa del agujero negro supermasivo en su centro. Este equipo se sorprendió al descubrir que era aproximadamente 10.000 veces más fuerte, masivo y luminoso que nuestra galaxia, la Vía Láctea. También es 10.000 veces más masivo, lo que equivale a la masa de 40 mil millones de soles. Esas características le hacen uno de los agujeros negros supermasivos más pesados y masivos descubiertos a día de hoy, aproximadamente 6 veces más que el agujero negro de la Galaxia elíptica M87 (Messier 87), que se creyó que era el más grande y masivo durante 60 años. El Radio de Schwarzschild de este agujero negro es de 120 mil millones de kilómetros, por lo que este agujero negro supermasivo tiene un horizonte externo que enseña un diámetro de 240 mil millones de kilómetros (1600 unidades astronómicas, UA), y una masa equivalente a 4 Grandes Nubes de Magallanes. Lo que también se sabe es que es muy antiguo, ya que se generó solo 1600 millones de años después del Big Bang, lo que sugiere que este agujero negro supermasivo crece a gran velocidad.

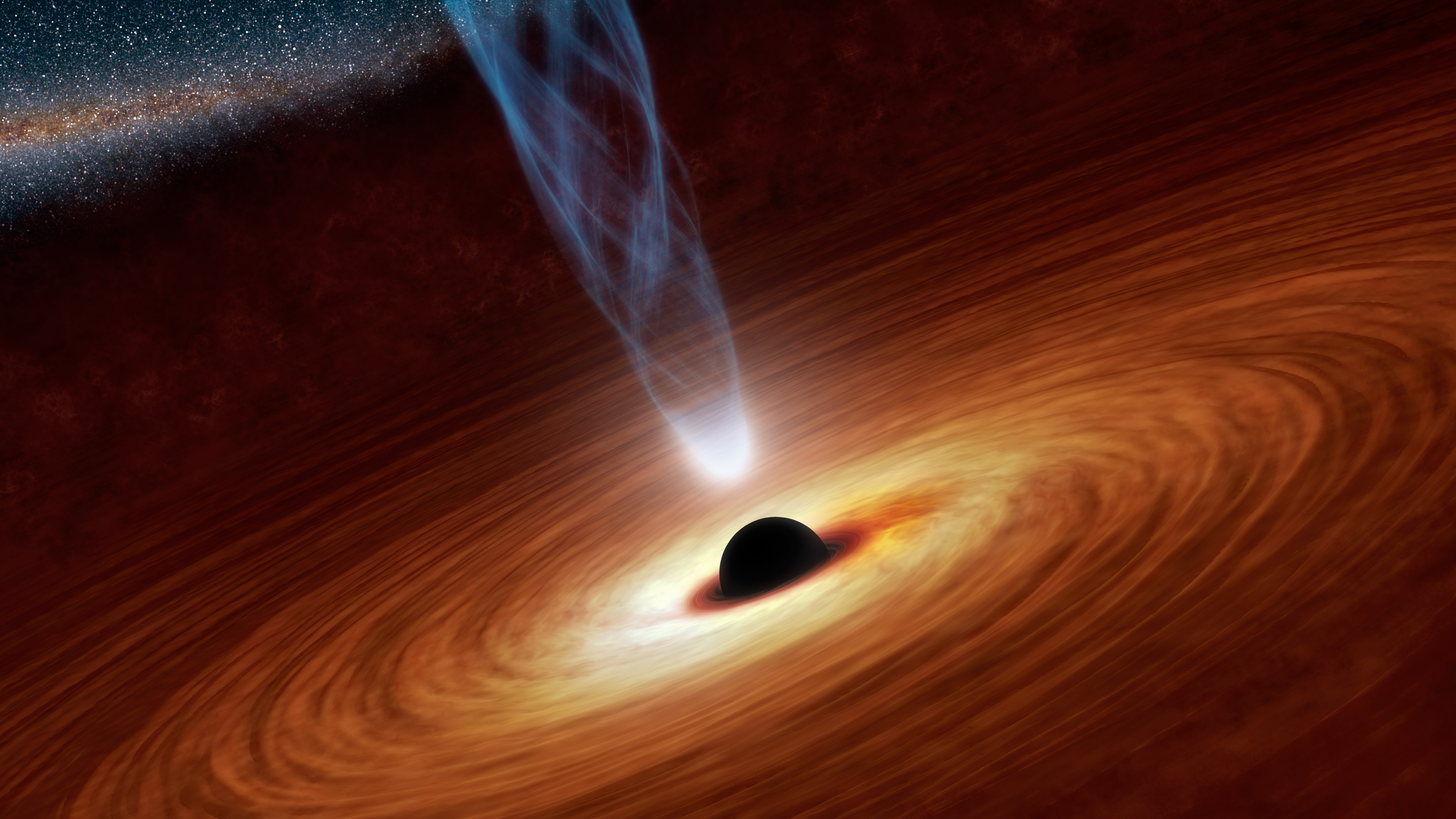
Concepto artístico de un cuásar y su agujero negro supermasivo

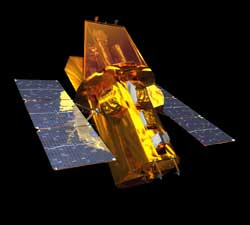
El Satélite Artificial Swift, usado por los astrónomos para calcular el peso aproximado de S5 0014+81

.